# Ryan Benoit
Ryan Michale Benoit, född 25 augusti 1989 i San Diego, är en amerikansk MMA-utövare som sedan 2013 tävlar i organisationen Ultimate Fighting Championship.